# Elk Mountain
Elk Mountain est une municipalité américaine située dans le comté de Carbon au Wyoming.
Lors du recensement de 2010, sa population est de 191 habitants. La municipalité s'étend sur 0,28 milles carrés (0,73 km2).
Elk Mountain se trouve aux pieds de la montagne du même nom, la 8e du Wyoming par son altitude.
Son hôtel est classé au Registre national des lieux historiques depuis 1986.